# The BroMans
 (novembre 2013).
Si vous disposez d'ouvrages ou d'articles de référence ou si vous connaissez des sites web de qualité traitant du thème abordé ici, merci de compléter l'article en donnant les références utiles à sa vérifiabilité et en les liant à la section « Notes et références ».
Palmarès
2 fois champion du monde par équipe de la TNA
The BroMans est une équipe de catcheurs face composée auparavant de Jessie Godderz, Robbie E et DJ Z. Robbie et Jessie se sont reformés en 2016 par la suite.  Ils travaillent actuellement à la Total Nonstop Action Wrestling (TNA).

## Carrière

### Total Nonstop Action Wrestling (2013-...)

#### Formation (2013)
Robbie E a commencé à s'allier avec Jessie Godderz le 2 mai où, avec Joey Ryan, ils ont perdu un match à handicap face à Rob Terry qu'ils ont perdu. Godderz, qui est encore un jeune catcheur, retourne à l'Ohio Valley Wrestling, le club école de la TNA, pendant plusieurs semaines. Il revient à la TNA le 27 juin où avec Robbie E et Tara ils intérompent les champions du monde par équipe de la TNA Gunner et James Storm et se présentent comme étant les BroMans, la semaine suivante les deux équipes s'affrontent dans un match sans enjeu remporté par les champions par équipe,. 

#### Premier titre de champion par équipe (2013-2014)
Le 8 août, les BroMans ont fait équipe avec Mickie James pour affronter Gummer, Storm et O.D.B. mais les BroMans ont encore une fois perdu leur match. Le 20 octobre en ouverture de Bound for Glory, ils gagnent un Gauntlet match leur donnant le droit d'affronter Gunner et Storm dans un match de championnat plus tard dans la soirée que les BroMans remportent,.
Ils défendent leur titre avec succès le 31 octobre face à Gunner et Storm. Le 28 novembre, au cours d'un Impact Wrestling spécial Thanksgiving ils ont remporté un Turkey suit match face à Norv Fernum et Dewey Barnes, forçant ainsi les perdant à se déguiser en dinde. Un peu plus tôt, Zema Ion est devenu le DJ de l'équipe. Le 12 décembre, Zema Ion participe au Feast or Fired match où il décroche une des quatre mallettes qui s'avère être celle lui donnant le droit d'affronter le champion de la division X à n'importe quel moment pendant un an,. Le 26 décembre, les BroMans font équipe avec Ethan Carter III et Rockstar Spud et ils remportent leur match à handicap contre Sting et Jeff Hardy, ce dernier a annoncé à la suite de cette défaite qu'il quitte la fédération,.

#### Réunion (2016-...)
Ils se reforment le 22 mars à Impact Wrestling en perdant contre Beer Money Inc., et ils ne remporte pas les TNA World Tag Team Championship. Depuis quelque temps, ils sont assistés par Raquel, considérée comme le gourou du duo. Ils entrent ensuite en rivalité avec l'équipe Decay, composé d'Abyss, Crazzy Steve et Rosemary, et tournent face pour la première fois de leur histoire. Lors de Slammiversary, ils perdent contre Decay et ne remportent pas les TNA World Tag Team Championship.

## Palmarès
- Total Nonstop Action Wrestling
  - 2 fois TNA World Tag Team Champions - Jessie Godderz et Robbie E
  - Turkey Bowl (2013) - Jessie Godderz et Robbie E[15]
  - Feast or Fired (2013 - contrat TNA X Division Championship) - Zema Ion[16]